# 所羅門人
所羅門人（Solomons）分布在大洋洲美拉尼西亞上的所羅門群島，為島上的主體民族，屬澳大利亞人種美拉尼西亞類型，皮膚黝黑，頭髮卷曲，部分人為金髮，闊臉寬鼻，頜部突出。曾受到歐洲國家殖民，主要信仰基督教。官方語言為英語，但以皮京語為主。現今所羅門群島政治脆弱，有族群衝突發生。

## 民族分佈與人口

### 地理分布
所羅門人主要分布在大洋洲美拉尼西亞的所羅門群島，還有少數分布在斐濟等國。

### 人口
根據2010年7月的人口統計，所羅門人的人口約有60萬人，其中85%人民居住於鄉村地區，平均壽命為65歲。

## 語言
所羅門人屬南島語系美拉尼西亞語族，英語為官方語言，但大多數人使用皮京語（Pijin）。

## 地理環境
所羅門人分布在所羅門群島，屬熱帶雨林氣候，年均降水量在3000毫米左右，每天的溫度約介於25℃至32℃之間，終年炎熱潮濕，但海洋與高山的微風可提供些微緩和與舒適感。
境內多火山、海嘯、地震、河流，但與其他群島相比，這裡的火山活動較不頻繁也不劇烈，對當地居民的生產生活並不會產生嚴重影響，因此所羅門人也被認為是居住在「幸運之島」上。
森林地茂密佔全境陸地的90%，所以生態種類繁多。

## 歷史沿革

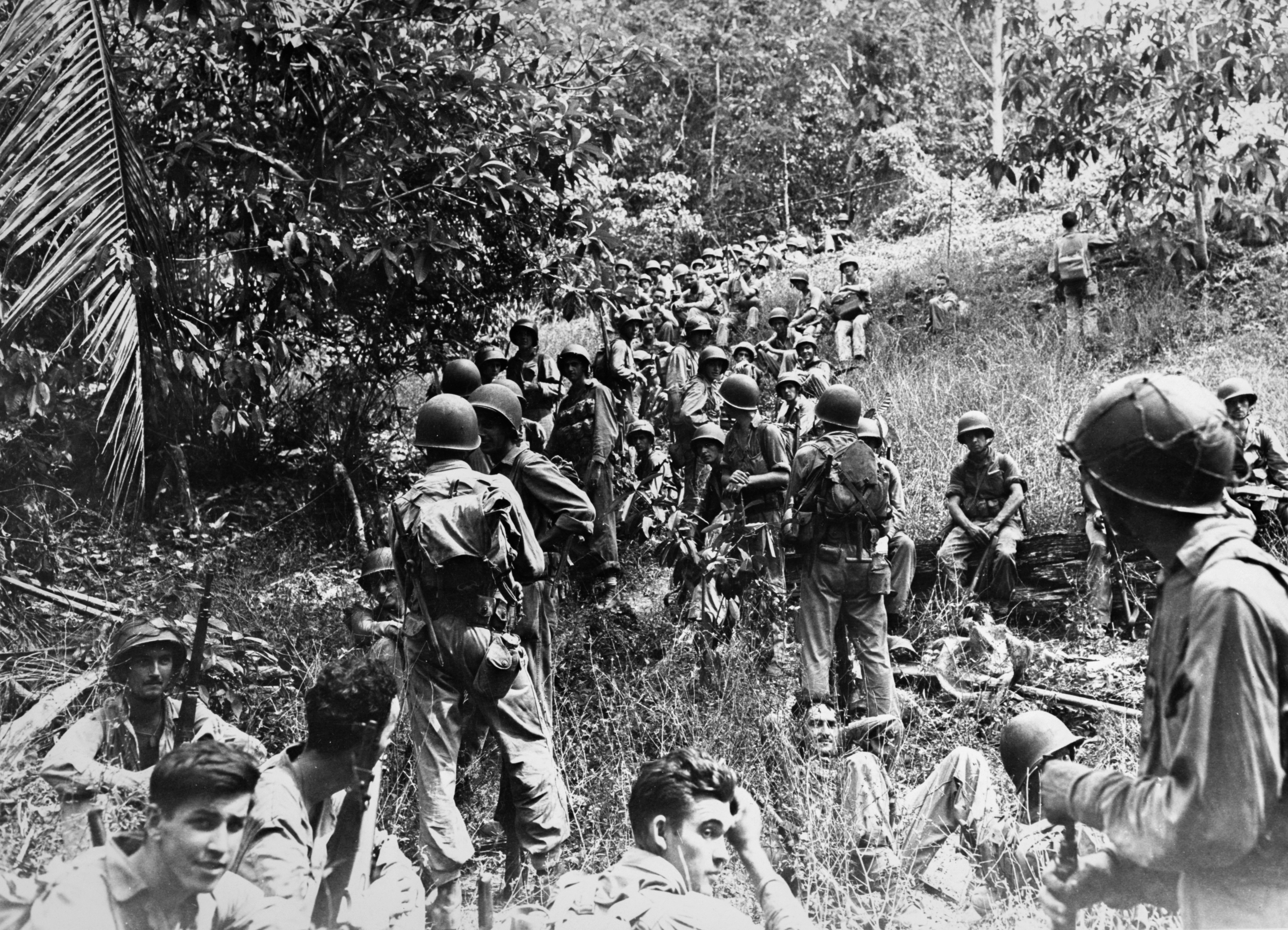
1942年11月 - 美國海軍陸戰隊在瓜達康納爾島戰役期間在野外休息。

至遲三萬年前，所羅門群島就有來自新幾內亞島的移民定居，使用東巴布亞語言。大約公元前四千年，南島民族遷居所羅門群島，帶來新的農業與航海技術，其祖先也排擠或同化了當地原來的巴布亞人。
十六世紀，西班牙航海家孟達納從祕魯出發，尋找金銀寶藏，而發現這個群島，目睹當地人身佩黃金飾物，以為發現所羅門王的寶藏，故將此群島命名為所羅門群島，而居住於島上的島民則被稱為所羅門人。十九世紀時，淪於英國統治，所羅門人也曾多次爆發反抗鬥爭。在二次大戰期間，被日軍佔領，爆發瓜島之役。戰後民族自決浪潮高漲，1978年所羅門群島獲得獨立，脫離英國的殖民。

## 社會、家庭與婚姻

### 社會
19世紀歐洲人入侵時，社會處在原始公社制後期，少數保存母系氏族組織，多數進入父系社會。
首領握有較大權力，有的地方甚至出現奴隸制。

### wantok同語族社會
「分享」是太平洋近乎原始共產主義社會的倫理。所羅門群島的分享習俗俗稱為wantok（one-talk），意指「我們說同一種話」。當地社會仍沿襲同語族制度，同族者使用同一方言，有分享食物、用品及居屋等相互濟助之義務，助於社會安定。

## 產業與生活
現代經濟活動較未普遍，經濟落後，約有86%人口居住鄉村地區，仍過部落型態生活，所以所羅門人多以種植農作物與漁業為生，以簡單農具輔以漁獵營生。有超過80％的土地都由部落所擁有，並保留提供其成員使用。僅有略高於10％的土地可供私人租賃，最長租用年限為75年。
自受英、法殖民統治以後，許多人被強徵到礦山和種植園做工，也有部分人從事多種手工業。
所羅門群島獨立後，居民的經濟有較大發展，已由過去的單一經濟，逐步轉變為農、漁、礦、林、旅遊等多樣化經濟，且尚未開發的礦產資源較為豐富。但自1999年以來，受族群衝突影響，經濟進一步形勢惡化。
主要農業生產有椰干、木材、海產和油棕，還產稻米、可可、甘薯、香蕉、菠蘿、橡膠等。牛肉、糧食、蔬菜基本自給。

### 農業
農村人口佔總人口的90%以上，以熱帶農業為主，種植薯芋、豆類、椰子、香蕉、麵包樹、可可、油棕和香料等。
多飼養豬、雞、狗。主要農具為挖掘棒（掘土棒）和石斧，個別地方已有人工灌溉。

### 漁業
索國位於經濟海域廣達134萬平方公里，為南太平洋重要魚場，所以沿海地區和小島所羅門人多以漁業為生，漁具種類較多，捕魚技術很高。

### 林業與礦產
森林覆蓋面積占陸地總面積的90%以上，林產豐富。近年來，林業發展迅速，已成為所羅門的主要經濟支柱，但因過度開採，在今後15年內面林業資源枯竭的危險。
水力資源豐富，多處蘊藏金、鎳、銅、鈷、鋁土等礦產，但只有部分開發。

### 觀光業
因地理位置四周環海，觀光業頗有潛力，特別是潛水，但是缺乏基礎建設與運輸支持。

### 生活
生活方式為適應熱帶氣候，住屋一般為高腳茅屋，屋頂為圓形或人字形。仍有保留鑽木取火，用地灶燒烤食物。不過，傳統生活方式正在發生變化，所羅門人已形成自己的工人階級和知識分子隊伍，增長民族意識，造成部落區分日漸淡薄。

## 信仰與節日

### 信仰
原始信仰崇拜圖騰和首領，迷信巫術和占卜，有專職巫師和祭司。後來受到歐洲人殖民的影響，部分人改信基督教。
現今有97%的人口信仰基督教，教派繁多。仍有少數信仰回教及當地的原始信仰。

### 宗教儀式
捕魚季節深深影響著所羅門人的重要宗教儀式。
「魚祭」是所羅門人的重要祭典，由於所羅門群島是由珊瑚礁形成，年中某些季節有大量鯧魚出現，島民們遇此季節，全村舉行「魚祭」。當魚群在海面出現時，隨著鳥群也出現在天空，這些海鳥群，正是給島民撒網的指標。鯧魚是貴重的魚類，捕捉這些鯧魚，也有很大的危險，因為這些魚群，通常會引誘許多鯊魚夾雜其中，撒網時通常都可以看到灰色的鯊魚群隨著魚網邊緣再兜轉。鯧魚在白浪中倏現倏隱，行動是不可測的。島民捕到的魚帶回岸上，第一件事就是舉行儀式，奉獻給精靈，祈求風平浪靜。如果遇不到魚群，就表示有人未守禁忌，觸怒了神。
所羅門群島的精靈屋都是和船倉設置再一起，舟楫是他們的生命，故此船倉是最神聖的地方。所羅門東部的諸島嶼，每年的成年儀式都是在捕魚季節的船倉前面舉行。接受儀禮的男童集中在海邊，迎接滿載歸來的漁舟，然後大家上前挑選出一條最大的魚，將魚腹刺破，啜幾口鮮血，深信這些魚血，可以帶給他們超自然力的神秘力量。繼之，他們就開始成年儀禮，儀式完畢以後，他必須在船倉中生活兩年，跟隨漁師學習捕魚技術。在這訓練期間，嚴守禁忌，固然不得接近女性，即使是母親也不可以來看他。而成年儀式是在船倉前舉行，通常在沙灘上搭造高台一座，接受儀禮的男童穿著成人的服飾，由巫師引導他們從倉裡出來，從臺上步出臺下，就表示他們已成長而為社會的一個成員。

### 節日
由於該島居民大部分信奉基督教，所以每年他們都熱烈慶祝基督教節日。

## 藝術與文學
所羅門人以竹製排蕭樂器呈現的歌舞表演最為人所知。其藝術和宗教信仰有密切關係，目前還保持著傳統的製造，最常見的是一種好像豬鼻子似的男子木雕像和長圓形容器兩端的魚與鳥的組合文裝飾。

### 藝術
木雕男像是用以舉行儀禮的宗教偶像，它象徵善靈或保護神，在古老時期，原本裝在大型漁船的船首，作為驅逐海怪和闢邪，其後則在舉行儀禮時尊為神明。
魚鳥的組合文則普見於日常器用和祭具上的裝飾。魚鳥組合文無疑是源自神話中的故事，今日已無可考。
上述的兩種藝術作品－木雕男像及魚鳥的組合文僅限於東部所羅門，而未見於西部。因為東、西兩部所羅門人不但語言不同，而文化差異頗大。每一個島嶼都有類似上述的木雕和飾文，但依雕刻師手法的高低，作品的優劣有很大的出入，可是有關精靈像的造形，由於意匠屬於傳統，故豬鼻造形，均大致相同。
木雕的製作過程，一般是先由師傅完成初步的主體工作，然後交由助手或學徒來處理，這是由於商業化而必須大量生產之故。但也有由雕刻師一貫作業完成，這種作品並不會很多。木雕完成以後，下一個步驟乃用服食粉末加以研磨，或用玻璃片細削修光。最早時期，他們所用的工具是銳石和貝殼，這些都是最古老的工具。近年來由於許多外來進口工具，因此所琢磨出來的作品，不但不能呈現其傳統的樸質與精神，即表面的韻味亦已盡失。木雕塗彩乃取自天然顏料，黑色用樹枝調碳粉；白色用石灰，或將珊瑚研末加熱；赤褐色用紅土。
一般獨木舟或大型的拼板舟楫，只有專業的人才能建造，並無圖樣，只憑傳統經驗。大型的漁舟，由眾多的族人共同合作，分工來建造，在近世工程看來，確實為不可思議而又非凡的事。舟隻完成後由雕刻師以幾何文裝飾並塗彩。參與造船的人，在所羅門的社會中地位都很高，族人視他們為「有能人」。過去曾有學者對所羅門群島各島嶼的人們做過一次調查，在一千五百人之中，所謂能造船的「有能人」，亦不過十人而已。 

### 裝身具
所羅門人不配戴複雜而累贅的裝身具，一般事物都非常簡單，男人裝身具乃在鼻上掛一細環，或帶貝製耳飾，又或用雕物做裝身具。男子裝身具是表示社會的地位。婦女裝身具僅用貝殼貨幣，用小繩串起來掛在手腕上，也有用以套在足踝上或捆在腰間。偶有在儀式舉行的一天，婦女會配戴所有的裝身具，此時在她們身上所呈現的物品，幾乎就是全部的財產。
家屋中的家具和日常器皿，甚少有裝飾。只有屬於社會的物品如祭具等，裝飾的色彩則甚奪目。舉行儀禮之日，每個家族攜帶食物盛在木盒中，集中在儀禮的廣場上，獻與神靈與族人共享。
葬禮乃以船倉小屋為施儀中心，這是小屋加以裝飾，是族人發揮他們工程技術的最好時機。小屋上描繪的文樣，大都與信仰、神話和儀禮有關。這間小屋是人與精靈交涉的處所，也是祖先傳下來的美術表現的時機。

## 現況

### 禮儀
所羅門人樸實熱情，他們國家美麗的海島風光吸引了大批外國遊客，人們有禮貌地迎接來觀光的客人，他們已經習慣了行握手禮。在外交場合，對外國朋友稱先生、女士、夫人、小姐。

### 政治
現行政治行君主立憲制，奉英國女王為國家元首。總督必須是索國公民，由國會提名，英國女王任命，任期五年。總理由國會從議員中推選產生。部長由總理推薦，總督任命。國家國會為一院制，有五十名議員。政黨脆弱，政治聯盟不穩定，因此不信任投票頻繁，內閣經常改組。

### 族群衝突（1998-2003)
1998年底，發生瓜達康納爾島原住民排擠居住在島上的馬萊塔島移民，造成族群衝突事件。
瓜島好戰分子組成伊撒塔布自由運動(Isatabu Freedom Movement,IFM)，攻擊馬萊塔島移民，認為他們搶奪瓜島本地人民的土地與工作機會，這支軍隊也被稱為瓜島革命軍。次年，約有兩萬多名的馬島移民逃回故鄉馬萊塔島，或逃到首都和尼阿拉。但馬島移民不甘示弱，成立馬萊塔鷹軍(Malaita Eagle Force,MEF)對抗伊撒塔布自由運動。
這場族群衝突耗時長，造成政局不穩定，社會的法律與秩序惡化，族群衝突也轉變為暴力與犯罪。
2009年3月索國成立「真相與和解委員會」(Truth and Reconciliation Commission)收集族群衝突期間，加害者與被害者的事蹟。同年8月索國成立「調查瓜島土地交易與被棄財產委員會」(Commission of Inquiry into Land Dealings and Abandoned Properties on Guadalcanal)，調查在1998年底族群衝突前，瓜島習俗土地如何取得，並且辨認被棄財產的主人身分。

### 首都排華暴動（2006）
2006年4月所羅門群島舉行國會選舉，新國會推選前副總理里尼(Snyder Rini)出任總理，但反對派認為里尼利用台北和北京方面的資金，賄賂議員，遭到台北和北京否認。18日數百名示威者出現，在首都荷尼阿拉的國會大廈、總理府、商業區進行抗議並引發騷亂。街頭出現多次暴力事件，多數華人店鋪被焚毀，華裔僑民遭受嚴重暴力襲擊，約一千多名華人逃難，三名國會議員遭到脅持。
20日里尼秘密宣誓就職，澳洲派遣軍人和聯邦警察前來維持治安，22至24日北京先後派遣包機將312名僑民撤到巴布亞新幾內亞，轉送中國。26日里尼在國會提出不信任案前，在國會大廈宣布辭職。5月4日國會再度選出索加瓦瑞(Sogavare)為總理。2007年12月國會通過對索加瓦瑞的不信任案，理由為嚴重損害國家外交關係。接著選出德里克．西庫阿(Derek Sikua)擔任總理。
事後成立「荷尼阿拉2006年4月暴動調查委員會」，現在正在調查中，積極尋求轉型正義。